# Aleksander I Obrenowić

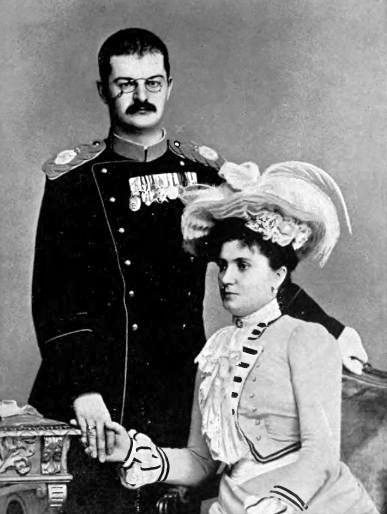
Aleksander Obrenowić razem z żoną Dragą Obrenowić

Aleksander I Obrenowić, (cyr. Александар Обреновић (ur. 14 sierpnia 1876 w Belgradzie, zm. 11 czerwca 1903 tamże) – król Serbii od 1889, syn króla Milana I Obrenowicia i Mołdawianki, Natalii z domu Keszko.

## Życiorys
Do 1893 roku panował pod regencją ojca. W 1894 roku anulował liberalną konstytucję z 1888 roku. Nadane przez niego konstytucje (1895, 1901) ograniczały uprawnienia Skupsztiny (parlamentu). W polityce zagranicznej orientował się na Austrię. Był zwolennikiem rządów absolutnych. Odrzucił ofertę pogodzonych z reżimem radykałów. Niepopularny w społeczeństwie przez swoje rozwiązłe życie. Odrzucił propozycję małżeństwa z księżną Czarnogóry, biorąc za żonę Dragę Mašin, byłą damę dworu swojej matki, Natalii. W 1899 roku podczas przejazdu przez Belgrad został postrzelony przez zamachowca. Wraz z żoną Dragą został zamordowany w wyniku spisku oficerów w 1903 roku. Jego następcą został Piotr I Karadziordziewić z konkurencyjnej dynastii Karadziordziewiciów.